# Esqui cross-country nos Jogos Olímpicos de Inverno de 1936
O esqui cross-country dos Jogos Olímpicos de Inverno de 1936 consistiu de três eventos: 18 km, 50 km e o estreante revezamento 4x10km. O revezamento foi disputado em uma segunda-feira, 10 de fevereiro, os 18 km em uma quarta-feira, 12 de fevereiro e os 50 km fechou o programa da modalidade no sábado de 15 de fevereiro de 1936.

## Medalhistas
Masculino
| Evento                       | Ouro                                                                  | Prata                                                                     | Bronze                                                                   |
| ---------------------------- | --------------------------------------------------------------------- | ------------------------------------------------------------------------- | ------------------------------------------------------------------------ |
| 18 km detalhes               | Erik August Larsson SWE Suécia                                        | Oddbjørn Hagen NOR Noruega                                                | Pekka Niemi FIN Finlândia                                                |
| 50 km detalhes               | Elis Wiklund SWE Suécia                                               | Axel Wikström SWE Suécia                                                  | Nils-Joel Englund SWE Suécia                                             |
| Revezamento 4x10 km detalhes | Kalle Jalkanen Klaes Karppinen Matti Lähde Sulo Nurmela FIN Finlândia | Sverre Brodahl Oddbjørn Hagen Olaf Hoffsbakken Bjarne Iversen NOR Noruega | John Berger Arthur Häggblad Erik August Larsson Martin Matsbo SWE Suécia |

## Quadro de medalhas
| Ordem | País          | Medalha de ouro | Medalha de prata | Medalha de bronze |   |
| ----- | ------------- | --------------- | ---------------- | ----------------- | - |
| 1     | SWE Suécia    | 2               | 1                | 2                 | 5 |
| 2     | FIN Finlândia | 1               |                  | 1                 | 2 |
| 3     | NOR Noruega   |                 | 2                |                   | 2 |
| TOTAL | TOTAL         | 3               | 3                | 3                 | 9 |

## Países participantes
Dez esquiadores competiram em todos os três eventos.
Um total de 108 esquiadores de 22 países comepetiram nos Jogos:
| - AUT Áustria (5) - BUL Bulgária (4) - CAN Canadá (4) - ESP Espanha (4) - EST Estônia (1) - FIN Finlândia (7) - FRA França (4) - GBR Grã-Bretanha (1) - GER Alemanha (10) - GRE Grécia (1) - ITA Itália (7) | - JPN Japão (5) - LAT Letônia (5) - NOR Noruega (7) - POL Polônia (4) - ROM Romênia (4) - SUI Suíça (4) - SWE Suécia (9) - TCH Checoslováquia (6) - TUR Turquia (4) - USA Estados Unidos (6) - YUG Iugoslávia (6) |